# Знак долготы (символ МФА)
Знак долготы (ː) — символ Международного фонетического алфавита, обозначающий долготу предыдущей гласной или слогового согласного. Имеет форму треугольного двоеточия.

## Примеры использования
| Язык        | Слово | МФА     | Значение |
| ----------- | ----- | ------- | -------- |
| Немецкий    | naht  | [naːt]  | ‘шов’    |
| Английский  | yeast | [jiːst] | ‘дрожжи’ |
| Итальянский | canna | [kanːa] | ‘труба’  |

## Общий термин
В Международном фонетическом алфавите термин «знак долготы» используется как общее название для собственно знака долготы (ː), знака полудолготы (ˑ) и знака краткости (˘).